# Javier Puebla
Javier Puebla Rabanal (1958) es un escritor español. Su trabajo se centra principalmente en los géneros de relato y novela, aunque también ha escrito poesía: El gigante y el enano (V Certamen de Poesía Vicente Presa). En 2004 fue galardonado con el Premio Nadal como finalista por su novela Sonríe Delgado. 
Ejerció funciones diplomáticas en Senegal desde 1995 a 1999, como Agregado Comercial Jefe de la embajada española de Dakar. Allí escribió Pequeñas Historias Africanas, Belkís y Blanco y negra. En este último ofrece en diecisiete relatos y una novela su personal visión de la vida en África.
También dirige cine, son ejemplos el largometraje rodado en Nueva York The Long Hello, varios cortometrajes y algunos videocuentos, emitidos en Canal Nou de la Comunidad Valenciana.
Fue profesor de escritura creativa cinematográfica en la Universidad de Alcalá de Henares, y en 2005 creó el taller literario Creación de personaje: 3ESTACIONES, tarea de la que resulta su labor de editor con Haz Milagros Ediciones, colección de novelas escritas por los autores que se inspiran en las pautas de su taller.
Ejerce de periodista. Es director literario del refundado Diario 16, ha colaborado como articulista en Cuadernos para el Diálogo, Cambio 16 y La Opinión (Murcia), y firmado reportajes para La Clave y El Mundo.
Sus última publicaciones son El hombre que inventó Madrid (Algaida Editores, 2016), una novela histórica basada en la vida del Marqués de Salamanca, y 'Es extraña la amistad (Algaida Editores, 2021), novela en la que recupera a Frederic Traum protagonista de Sonríe Delgado

## Galardones
- Premio Cultura Viva en 2010 por el conjunto de su obra
- V Certamen de Poesía Vicente Presa en 2010 por El gigante y el enano.
- XVIII Premio Internacional de Novela Luis Berenguer en 2009 por La inutilidad de un beso (Trilogía Tigre Manjatan).
- Premio Nadal, finalista en 2004 con la novela Sonríe Delgado.

## Faceta como editor
En 2006 funda Haz Milagros, editorial que nace en el seno de su taller literario. Durante esta década ha publicado las mejores obras de sus alumnos, algunas de ellas galardonadas en importantes concursos a nivel nacional, como el premio Ateneo Joven de Sevilla.[cita requerida]
Desde entonces Haz Milagros ha publicado libros cada año, desde novelas de todos los géneros hasta recopilaciones de cuentos y antologías de diversos autores. 
La editorial convoca sus propios certámenes, los Premios Gavia, en tres modalidades diferentes: Premio Gavia Blanca, Premio Gavia Negra y Premio Gavia Breve.

## Obra personal
- 2024 El Año del Cazador, 365 cuentos
- 2023: El sabor del último beso, novela.
- 2022: Jugando con la muerte y la desgracia ajena, novela
- 2021: Es extraña la amistad, novela.
- 2021: El poder de un extraño, novela.
- 2020: Poderes, novela.
- 2016: El hombre que inventó Madrid, novela.
- 2015: Vuelve a buscarme, novela.
- 2014. Belkís, novela. Ebook LcL
- 2013: Maxcax y el gigante, novela.
- 2013: Pequeñas historias africanas
- 2010: "El gigante y enano" (primera antología poética de Alberto Delgado). Ganador V Certamen Vicente Presa de Poesía.
- 2009: La inutilidad de un beso, XVIII Premio Internacional de novela Luis Berenguer
- 2008: Tigre Manjatan, novela, Algaida Editores. Premio Rip&Ripley.
- 2005: Blanco y Negra, novela y relatos.
- 2004: Sonríe Delgado, novela, Premio Nadal (finalista).
- 1995: Murciatown, novela.
- 1982: Quien Nunca Ha Matado, relatos firmados por el antónimo Frederic Traum.
- 1980: Aquel Anciano Pájaro, novela.
- 1979: Adela Tenía Una Mariposa (gris) En Cada Ojo.
- 1978: Aullidos de Anti-Realidad.

## Obra colectiva
- 2016: Cuentos de verano para leer en invierno, relatos: Cuarenta y nueve grados y Sigue colgando mi ropa.
- La lista negra. Nuevos culpables del policial español (Salto de Página, 2009, relato "Jugando con la muerte y la desgracia ajenas").
- 2005: A Que Sí, relato Mamá.
- 2003: Spain, relato Mamá .
- 2002: La Paz y la Palabra, relato: El Tiempo de los Asesinos.
- 2001: Lavapiés, relato: Mamá.

## Películas
- 2006: Videocadáver Exquisito.
- 2005: Mi Alma Al Diablo, Dormir-Morir, El Perro, Persistencia..., videocuentos.
- 2004: Te puede pasar a ti, Desasosiego, director y realizador, para Canal Nou.
- 2003: Extraterrestres, guionista y director.
- 2002: Miedo, productor.
- 2002: Desnudos.
- 2001-1989: The Long Hello, largometraje.